# بيتر فيرميس
بيتر فيرميس (بالإنجليزية: Peter Vermes) (21 نوفمبر 1966 الولايات المتحدة - ) هو لاعب كرة قدم أمريكي، يلعب كمهاجم، شارك في الألعاب الأولمبية الصيفية 1988.

## وصلات خارجية
بيتر فيرميس على موقع الاتحاد الدولي (مؤرشف)  (الإنجليزية)
- بيتر فيرميس على موقع الدوري الأمريكي (الإنجليزية)
- بيتر فيرميس على موقع قاعدة بيانات كرة القدم.إي يو (الإنجليزية)
- بيتر فيرميس على موقع ناشيونال فوتبول تيمز (الإنجليزية)
- بيتر فيرميس على موقع Soccerway.com (الإنجليزية)
- بيتر فيرميس على موقع أوليمبيديا (الإنجليزية)